# Équipe d'Écosse de rugby à XIII
L'équipe d'Écosse de rugby à XIII, surnommée les « Bravehearts », est l'équipe qui représente l'Écosse dans les principales compétitions internationales de rugby à XIII sous l'égide de la Scotland Rugby League.
Créée en 1995 seulement après la décision du Royaume-Uni de permettre aux équipes du pays de Galles, d'Angleterre et d'Écosse d'être présentes lors des compétitions internationales à la place d'une unique équipe de Grande-Bretagne (où évoluaient les meilleurs treizistes écossais), l'Écosse s'est rapidement hissée dans les meilleures nations mondiales de ce sport comme le montrent ses qualifications pour les Coupes du monde de 2000, 2008 et 2013. Elle participe également depuis 2003 à la Coupe d'Europe des nations.

## Histoire
Les fondations du rugby à XIII écossais remontent à 1904. Une rencontre internationale entre l'Angleterre et une sélection appelé « Autres Nationalités » est disputée le 5 avril 1904. Cette sélection "Autres Nationalités" est composée de joueurs écossais et gallois, et remportent le match 9-3. Cette sélection a ensuite perdu 11-26 contre ce même adversaire en 1905 et fait un match nul 3-3 en 1906. Cette sélection "Autres nationalités" est de nouveau reconstruire au début des années 1930 et en 1949.
Dans la sélection britannique qui a longtemps représenté le rugby à XIII britannique tout le long du XXe siècle, de nombreux joueurs écossais ont écrit son histoire :
- George Frater, premier capitaine de la sélection "Autres Nationalités" en 1904.
- Dave Valentine a été le capitaine de cette sélection lors de son premier titre en Coupe du monde en 1954.
- David Rose, champion du monde 1954,  inscrit un essai dans la finale de 1954.
- George Fairbairn a détenu le record de points inscrits pour l'Angleterre, puis est devenu sélectionneur de l'Écosse dans les années 1990.

### Coupe du monde 2013
Sous la houlette du sélectionneur Steve McCormack en poste depuis 2004, l'Écosse participe pour la troisième fois à une phase finale de Coupe du monde. Qualifiée d'office, la sélection à l'entame de la compétition se situe au onzième rang mondial. Elle dispute un match de préparation le 20 octobre 2013 contre la Papouasie-Nouvelle-Guinée qu'elle perd 38-20. Articulé autour de leur capitaine Danny Brough, demi de mêlée élu meilleur joueur de la Super League en 2013, l'Écosse vise les quarts de finale.
Pour y parvenir, elle affronte les Tonga, l'Italie et les États-Unis. Contre les Tonga, la sélection écossaises a dû s'extirper d'un match âprement disputé jusqu'aux derniers instants pour finalement s'imposer 26-24. Au second match, elle ne parvient pas à se départager contre l'Italie 30-30 malgré une tentative de drop de Brough raté. Elle affronte enfin en match décisif les États-Unis, sélection surprise de cette édition ayant déjà acquis sa qualification pour les quarts de finale. L'Écosse est menée 0-8 à la mi-temps, mais change de visage en seconde période pour finalement retourner la situation et s'imposer 20-8.
Qualifiée pour les quarts de finale se voit opposer les champions du monde en titre la Nouvelle-Zélande. Malgré des premières minutes encourageantes, l'Écosse ne parvient pas à contrer son adversaire et se retrouve rapidement menée. Perdant 0-36 à la mi-temps, l'Écosse sauve l'honneur en seconde période en marquant un essai pour un score final de 40-4.

### 2014-: Vainqueur de la Coupe d'Europe des nations
Au sortir d'une Coupe du monde réussie avec un quart de finale, la sélection nationale écossaise s'affirme comme l'une des nations majeures. Comptant dans ses rangs Danny Brough, élu meilleur joueur de la Super League en 2013, l'Écosse remporte la Coupe d'Europe en 2014 malgré une défaite contre la France 22-38, elle doit ce titre à ses deux victoires contre l'Irlande (25-4) et le pays de Galles (42-18). Ce premier succès dans cette compétition lui permet de se qualifier pour le tournoi des Quatre Nations 2016.
En 2015, elle subit trois défaites en autant de matchs en Coupe d'Europe, contre le pays de Galles (12-18), l'Irlande (22-24) et la France (18-34), et termine dernier de cette édition. En 2016, elle prépare au mieux le tournoi des Quatre nations auquel elle prend part pour la première fois. Elle débute par une large défaite contre les champions du monde australiens 12-54, mais parvient à marquer deux essais au cours de ce match. Elle fait ensuite douter l'Angleterre le temps d'une mi-temps (l'Angleterre menait seulement 12-8 après 40 minutes de jeu) mais cette dernière parvient à faire la différence en seconde période pour s'imposer 38-12. Enfin, l'Écosse réalise l'un de ses matchs les plus aboutis de son existence contre la Nouvelle-Zélande puisque ce match se termine sur un score de parité 18-18 après avoir mené 12-10 à dix minutes de la fin du match.

### Palmarès
| Coupe du monde                                  | Coupe d'Europe                            |
| ----------------------------------------------- | ----------------------------------------- |
| - Coupe du monde (0) - Quart-de-finale en 2013. | - Coupe d'Europe (1) - Vainqueur en 2014. |

## Parcours en Coupe du monde
| Année | Position    |         | Année       | Position |                  | Année | Position |
| 1954  | Non invitée | 1975    | Non invitée | 2008     | Huitième         |       |          |
| 1957  | Non invitée | 1977    | Non invitée | 2013     | Quart-de-finale  |       |          |
| 1960  | Non invitée | 1985-88 | Non invitée | 2017     | 1er tour         |       |          |
| 1968  | Non invitée | 1989-92 | Non invitée | 2021     | 1er tour         |       |          |
| 1970  | Non invitée | 1995    | Non invitée | 2026     | Non participante |       |          |
| 1972  | Non invitée | 2000    | 1er tour    |          |                  |       |          |

## Joueurs emblématiques
Voici une liste non exhaustive de joueurs ayant porté le «  chardon ».
| - Danny Brough - Luke Douglas - Dale Ferguson - Ben Fisher - Andrew Henderson | - Mick Nanyn - Andrew Purcell - Matthew Russell - Alex Szostak - Oliver Wilkes |

En 2018, un joueur écossais retient l'attention des médias français ; il s'agit de l'international, James Bell, troisième ligne de formation, qui « signe  » au Toulouse Olympique. D'origine écossaise, par son grand père, cet heritage player, qui est né et a joué en Nouvelle-Zélande, a participé à la Coupe du monde 2017 sous les couleurs de l’Écosse.